# Cyclanthera stenura
Cyclanthera stenura är en gurkväxtart som beskrevs av Nesom. Cyclanthera stenura ingår i släktet springgurkor, och familjen gurkväxter. Inga underarter finns listade i Catalogue of Life.